# I Oughtta Give You a Shot in the Head for Making Me Live in This Dump
I Oughtta Give You a Shot in the Head for Making Me Live in This Dump è l'album di debutto del gruppo Shivaree uscito nel 1999 per la Odeon Records, e contiene il singolo Goodnight Moon. Il titolo si traduce "Dovrei spaccarti la testa per avermi fatto vivere in questo schifo".

## Tracce
1. "Cannibal King" (Frank Ebb, Paul Klein, Larry Coleman) – 0:48
2. "Bossa Nova" (Ambrosia Parsley) – 3:28
3. "Daring Lousy Guy" (Ambrosia Parsley, Duke McVinnie) – 4:15
4. "Arlington Girl" (Ambrosia Parsley, Greg Lastrapes) – 6:58
5. "Oh, No" (Tracy Thielen) – 3:23
6. "Lunch" (Ambrosia Parsley) – 4:44
7. "Goodnight Moon" (Ambrosia Parsley, Duke McVinnie) – 4:04
8. "I Don't Care" (Ambrosia Parsley, Duke McVinnie, Mia Sharp) – 4:38
9. "Pimp" (Ambrosia Parsley, Duke McVinnie, Danny McGough) – 3:31
10. "Idiot Waltz" (Ambrosia Parsley, Duke McVinnie) – 3:02
11. "Ash Wednesday" (Ambrosia Parsley) – 0:51
12. "Arrivederci" (Ambrosia Parsley) – 1:44

## Formazione
- Ambrosia Parsley – voce
- Duke McVinnie – chitarra
- Eddie Campbell – tastierista

## Classifiche
| Classifica (2000/2001) | Posizione massima |
| ---------------------- | ----------------- |
| Francia                | 37                |
| Italia                 | 7                 |
| Portogallo             | 6                 |